# Azienda Elettrica Ticinese
Die Azienda Elettrica Ticinese, abgekürzt AET, deutsch Übersetzung Elektrizitätsgesellschaft Tessin, mit Firmensitz in Monte Carasso ist eine 1958 gegründete Elektrizitätsgesellschaft im Besitz des Kantons Tessin.

## Geschichte
Die Azienda Elettrica Ticinese wurde ursprünglich geschaffen um die Energie aus den Kraftwerken Biaschina und Tremorgio zu vermarkten, da der Kanton Tessin die von den beiden Kraftwerken zusammen erzeugten 240 Mio. kWh nicht selber benötigte, konnten jährlich 77 Mio. kWh an die Aare-Tessin AG für Elektrizität (ATEL) abgegeben werden. Vom Rest wurden 130 Mio. kWh an die Elektrizitätswerke Bellinzona und an Industriebetriebe in Bodio geliefert, weitere 33 Mio. kWh gingen an die Società Elettrica Sopracenerina, welche das Sopraceneri mit Strom versorgte. Der Strombedarf im Kanton stieg im Verlauf der Jahre stark an, sodass die Kraftwerke ausgebaut wurden und immer mehr Energie zugekauft werden musste. Im Jahre 2019 stammten rund 1 Mia. kWh aus eigener Produktion, 1,6 Mia. kWh aus Beteiligungen und 17 Mia. kWh aus langfristigen Energiebezugsrechten und Einkäufen am Strommarkt.

## Aufgabe
Die AET hat Aufgabe, die dem Kanton gehörenden Wasserkräfte zu Nutzen und die daraus gewonnene Energie zu transportieren und zu vermarkten. Weiter ist sie für die Versorgung des Kantons Tessin mit Elektrizität zuständig. Dafür kauft die AET auf dem Grosshandel Energie ein und verteilt sie den lokalen Versorgungsunternehmen und Grossabnehmern, die jährlich mehr als 20 Mio. kWh konsumieren. 
Die Gesellschaft besitzt sechs eigene Kraftwerke und Beteiligungen an weiteren Kraftwerken.
Kraftwerke im Besitz von AET:
- Kraftwerk Lucendro
- Kraftwerk Stalvedro
- Kraftwerk Tremorgio
- Kraftwerk Piottino
- Kraftwerk Nuova Biaschina
- Kraftwerk Ponte Brolla

Die AET ist unter anderem an folgenden Kraftwerken und Organisationen beteiligt:
- Blenio Kraftwerke: 20 %
- Maggia Kraftwerke: 20 %
- Kraftwerk Verzasca:
- Kraftwerk Mattmark: 8,41 %
- Gotthard-Windpark (PESG): 70 %
- Trianel Kraftwerk Lünen (Kohlekraftwerk in Deutschland): 18,84 %
- AKEB Aktiengesellschaft für Kernenergie-Beteiligungen Luzern: 7 %[6]